# Tu Čching-lin
Tu Čching-lin (čínsky pchin-jinem Dù Qīnglín, znaky 杜青林; * listopad 1946) je bývalý čínský komunistický politik, od mládí pracoval jako stranický funkcionář v provincii Ťi-lin. Do vysokých úřadů se dostal v 90. letech, když byl zvolen předsedou chajnanského provinčního lidového shromáždění (1993–2001) a tajemníkem chajnanského provinčního výboru KS Číny (1998–2001), jmenován ministrem zemědělství (2001–2006) a zvolen tajemníkem s’čchuanského provinčního výboru KS Číny (2006–2007). V letech 2007–2012 vedl oddělení jednotné fronty ÚV KS Číny a současně byl místopředsedou celostátního výboru Čínského lidového politického poradního shromáždění (2008–2018). Ve vedení komunistické strany byl kandidátem (1992–1997) a členem (1997–2017) ústředního výboru a tajemníkem sekretariátu (2012–2017) ÚV KS Číny.

## Život
Tu Čching-lin se narodil v listopadu 1946 v okrese Pchan-š’ na jihu centrální části provincie Ťi-lin. Po střední škole absolvoval v letech 1964–1966 školení mladých kádrů ve stranické škole výboru KS Číny v prefektuře Ťi-lin a působil jako člen skupiny socialistického vzdělávání v několika okresech prefektury, roku 1966 také vstoupil do Komunistické strany Číny. Poté pracoval v organizačním oddělení ťilinského prefekturního výboru KS Číny. Od roku 1968 byl stranickým funkcionářem a manažerem na střední úrovni v automobilce v Čchang-čchunu, hlavním městě provincie Ťi-lin. Roku 1978 se vrátil do ťilinské prefektury na místo tajemníka tamní organizace Komunistického svazu mládeže Číny, už následující rok povýšil na zástupce tajemníka a tajemníka svazu mládeže provincie Ťi-lin (do roku 1984) a téhož roku 1983 byl zvolen členem celostátního výboru Čínského lidového politického poradního shromáždění (do 1988).
Poté krátce působil ve vedení stranické organizace v Čchang-čchunu a v letech 1985–1992 v ťilinském provinčním výboru KS Číny, naposled jako zástupce tajemníka výboru zodpovědný za soudnictví, prokuraturu a veřejnou bezpečnost. V letech 1989–1992 absolvoval vysokoškolské dálkové studium práva na Ťilinské univerzitě. Roku 1992 byl přeložen na jih Číny na místo zástupce tajemníka chajnanského provinčního výboru KS Číny, od ledna 1993 současně předsedal chajnanskému provinčnímu lidovému shromáždění (do srpna 2001). Na XIV. sjezdu KS Číny v říjnu 1992 byl zvolen kandidátem ústředního výboru. V letech 1994–1996 současně absolvoval dálkové postgraduální studium národohospodářského plánování a řízení na Ťilinské univerzitě. Na XV. sjezdu KS Číny v září 1997 postoupil mezi členy ústředního výboru (znovuzvolen 2002, 2007 a 2012). Od února 1998 stanul v čele komunistické strany na Chaj-nanu po zvolení tajemníkem chajnanského provinčního výboru KS Číny.
V srpnu 2001 byl převeden do Pekingu do úřadu ministra zemědělství. V prosinci 2006 byl přeložen z Pekingu na místo tajemníka s’čchuanského provinčního výboru KS Číny (do listopadu 2007), současně od ledna 2007 do ledna 2008 vykonával funkci předsedy s’čchuanského provinčního lidového shromáždění. Počítán byl mezi politiky spojené kapriérou v mládežnickém hnutí a vyzdvižené Chu Ťin-tchaem.
V prosinci 2007 vystřídal Liou Jen-tung v čele oddělení jednotné fronty ÚV KS Číny, paralelně byl v březnu 2008 zvolen místopředsedou celostátního výboru Čínského lidového politického poradního shromáždění. V září 2012 vedení oddělení jednotné fronty od Tu Čching-lina převzal Ling Ťi-chua; na závěr XVIII. sjezdu KS Číny v listopadu 2012 byl Tu Čching-lin zvolen tajemníkem sekretariátu ústředního výboru a v březnu 2013 potvrzen v místopředsednictví celostátního výboru Čínského lidového politického poradního shromáždění, přičemž se stal prvním z místopředsedů.
Na XIX. sjezdu KS Číny v říjnu 2017 pro vysoký věk odešel z ústředního výboru a sekretariátu; v březnu následujícího roku po uplynutí funkčního období opustil i politické poradní shromáždění a odešel na penzi.